# Aeroportul Cap. FAP Víctor Montes Arias
Aeroportul Cap. FAP Víctor Montes Arias (IATA: TYL, ICAO: SPYL) este un aeroport din Piura, Peru ce deservește zona Talara. Aeroportul a fost tranzitat în 2022 de 297.583 de pasageri.
Situat la o altitudine de 86 m, aeroportul dispune de o singură pistă. Este operat de Aeropuertos del Perú⁠(d).